# Pieni l'animo
Pieni l'animo (en español, "Lleno el ánimo") es una encíclica del papa Pío X, fechada el 28 de julio de 1906 y dirigida a los arzobispos y obispos de Italia en la que muestra su preocupación por desobediencia que muestran algunos sacerdotes, especialmente entre los jóvenes. Recuerda también las orientaciones que había dado en la encíclica Il fermo proposito.

## Contexto
La actuación social de los católicos italianos en la vida pública venía condicionada desde 1968 por la disposición del non expedit que desaconsejaba su participación en las elecciones y por extensión en la vida política del país. En esa situación la Opera dei Cogressi reunió a un buen número de católicos que veían la necesidad de actuar en la sociedad con criterios cristianos. León XIII en su encíclica Graves de communi re había dado orientaciones claras sobre el objetivo de la acción popular cristiana que debía centrarse en la formación espiritual subordinando a ella las demás iniciativas sociales. 
Sin embargo en el seno de la Opera dei Congressi no todos sus miembros siguieron estas orientaciones; se produjo así una crisis de la Opera que llevó a Pío X a decretar su disolución. En la encíclica Il fermo proposito el papa explicaba los motivos de esa medida y daba unas orientaciones para reconducir la acción de los católicos a través de una asociaciones con un objetivo apostólico, sin que se convirtiesen en un partido político; en esa misma encíclica el papa insistía en el papel que debían desempeñar los sacerdotes en esas asociaciones.
Sin embargo, entre las personas que, de algún modo provocaron la disolución de la Opera, no todos aceptaron estas orientaciones; una postura que fue compartida por algunos sacerdotes. Destacó entre ellos Romolo Murri, que participó en la fundación de la Lega democratica nazionale, dispuesta a actuar como un partido político.
Estos hechos explican el tono especialmente dolido y exigente del papa, que siente la necesidad de "reprimir en los clérigos el espíritu de desobediencia e independencia"; a ello se dedica la primera parte de la encíclica, pasando en la segunda a recordar las condiciones en que debe desarrollarse la acción popular cristiana. Al final de esa parte se incluye las disposiciones que condenan expresamente la fundación de la Lega democratica nazionale.

## Contenido
El papa comienza la encíclica de un modo especialmente solemne, transmitiendo así el dolor que le supone la situación que va a exponer:

Pieni l'animo di salutare timore per la ragione severissima, che dovremo rendere un giorno al Principe dei pastori Gesù Cristo a riguardo del gregge da lui affidatoci, passiamo i dì Nostri in una continua sollecitudine, a preservare, quanto è possibile, i fedeli dai mali perniciosissimi, onde è afflitta di presente l'umana società.
Con el ánimo lleno de saludable temor por la cuenta severísima que hemos de rendir, de la grey a Nos confiada, al Príncipe de los Pastores, Jesucristo, pasamos nuestros días en una continua solicitud por preservar, en cuanto es posible, a los fieles de los perniciosos males con que es afligida la humanidad.
Encíclica Pieni l'animo, p.1

### Espíritu de obediencia que losobisposhan de exigir a lossacerdotes
Expresa a continuación cuál es el motivo de la encíclica: arrancar de raíz las causas que se ponen de manifiesto la corrupción de las costumbres y la insubordinación e independencia respecto a la autoridad que muestran algunos sacerdotes, sobre todo entre los jóvenes. Para prevenir con tiempo estos hechos el papa recuerda a los obispos la necesidad de tener en cuenta la amonestación de San Pablo a Timoteo. No impongas precipitadamente las manos a nadie, y añade:

El Sacerdocio, instituido por Jesucristo para la salvación eterna de las almas, no es por cierto una profesión o un oficio humano cualquiera, al cual pueda dedicarse libremente y por cualquier razón el que lo desee. Promuevan pues los obispos a las Sagradas Órdenes, no según el clamor o los pretextos de los que aspiran a ellas, mas, de acuerdo a la prescripción del Concilio
Tridentino, según la necesidad de las diócesis.
Encíclica Piani l'animo, p.4.

Para que no falten jóvenes que lleguen al sacerdocio con las condiciones requeridas, es necesario cuidar los seminarios, y la formación que en ellos se da. El papa recuerda las orientaciones que en ese sentido había dado León XIII en su encíclica del 8 de diciembre de 1902: la concentración de los seminarios para el estudio de la Filosofía y la Teología, la separación de los seminarios menores y mayores; el estudio de Santo Tomás, la vigilancia de los maestros y la doctrina, la labor del director espiritual que debe haber en cada seminario.
En cuanto a la predicación la encíclica recuerda así mismo las disposiciones dadas por León XIII , los sacerdotes que prediquen deben disponer de la oportuna licencia, que se otorgará después de "examinar su vida, ciencia y costumbres"; vigilando además que desempeñan el ministerio de la predicación tal como se la ha encomendado, pues la predicación es ministerio y deber propio del obispo.

### La acción popular cristiana
Señala el papa que la acción popular cristiana es un campo en el que el clero joven encuentra ocasión de insubordinación e independencia de la autoridad, y aclara enseguida:

No porque esta acción, Venerables Hermanos, sea en sí reprobable o importe por naturaleza el desprecio de toda autoridad; sino porque muchos, malentendiendo su naturaleza, se apartaron voluntariamente de las normas que para su recto acrecentamiento fueron prescritas por Nuestro Predecesor de inmortal memoria
Encíclica Piani l'animo, p.11.

La encíclica recuerda que la instrucción que, por orden de León XIII, dictó la Sagrada Congregación de Asuntos Eclesiásticos el  2 de enero de 1902 se mantiene en todo su vigor, el papa se refiere a su reciente como el motu proprio de Pío X, Del régimen de la acción popular cristiana, y la carta circular de su Secretario de estado del 28 de julio de 1904. En concreto se recuerda que los clérigos no deben dirigir diarios o periódico, ni impartir conferencias sobre la acción popular cristiana si contar con la autorización o permiso de su Ordinario, a quien también corresponde aprobar los estatutos o reglamentos de los círculos o asociaciones que tengan como objetivo esta acción popular.
El fin de los sacerdotes cuando se ocupan de la acción popular cristiana no es otra que

arrancar a los hijos del pueblo de la ignorancia de las cosas espirituales y eternas y con industrioso amor conducirlos a un vivir honesto y virtuoso; confirmar a los adultos en la fe, disipando los prejuicios contrarios a ella, y confortarlos en la práctica de la vida cristiana; promover entre el laicado católico aquellas instituciones que se conozcan como verdaderamente eficaces para el mejoramiento moral y material de la multitud; defender sobre todo el principio de justicia y caridad evangélica, en los cuales encuentran justa moderación todos los derechos y deberes de convivencia social.
Encíclica Pieni l'animo, p. 13. Cita de San Gregorio Magno, Regula. Pastorale, Pars. II, c. VII.

Explica el papa que, para poner un dique eficaz a la expansión del espíritu de independencia que observa en esta materia, con su autoridad prohíbe a partir de ese momento a todos los clérigos inscribirse en una asociación que no dependa de los obispos, y 

De modo especial y nominalmente prohibimos a los mismos [clérigos y sacerdotes], bajo pena para los clérigos de inhabilidad para las Sagradas Órdenes y para los sacerdotes de suspensión ipso facto a divinis inscribirse en la Lega democrática nacionale, cuyo programa fue dado en Roma-Torrette del 20 Octubre de 1905, y el Estatuto, sin nombre de autor, impreso en Bolonia por la Comisión Provisional
Encíclica Pieni l'animo, p. 14.

Concluye la encíclica haciendo notar que estas son las prescripciones que, en las condiciones presentes del clero en Italia, exige su solicitud pastoral, y estimula a los obispos para que den ejecución en sus diócesis a estas disposiciones, prevengan el mal donde aún no se ha dado, y lo extingan donde esté naciendo. A tal fin, impartiéndoles de lo íntimo de su corazón la bendición apostólica.